# Solieria maculata
Solieria maculata là một loài ruồi trong họ Tachinidae.